# Karl Rabeder
Karl Rabeder é um executivo austríliaco que fundou a ONG MyMicroCredit em 2009, que tem como objetivo diminuir a pobreza na América Central e na América do Sul.
Em fevereiro de 2009, ele anunciou que doaria toda a sua fortuna de mais de um milhão de dólares para a filantropia.
Uma reportagem investigativa da revista alemã “Stern” afirmou, no entanto, que as promessas de doação não foram cumpridas, e na verdade o esquema era uma jogada de marketing para permitir que o empresário em dificuldade pudesse vender suas propriedade na Áustria por meio de uma loteria, a fim de que ele pudesse pagar suas dívidas.